# Morigerati
Morigerati (Murgiràti in dialetto cilentano) è un comune italiano di 576 abitanti della provincia di Salerno in Campania.

## Geografia fisica

### Territorio
Il comune di Morigerati e la sua frazione Sicilì, sono situati in una zona collinare nel Cilento, ad una decina di km dalle coste del Golfo di Policastro. Il comune è noto per le oasi del WWF, ove si trova la risorgenza del fiume Bussento presso le grotte dell'oasi; è presente inoltre la meravigliosa area del fiume Bussento, nella frazione di Sicilì, ove è possibile sostare immersi nella natura e nella tranquillità dell'ambiente fluviale.
- Classificazione sismica: zona 2 (sismicità media), Ordinanza PCM. 3274 del 20/03/2003.

### Clima
In base alla media trentennale di riferimento 1961-1990, la temperatura media del mese più freddo, gennaio, si attesta a +7,9 °C; quella del mese più caldo, agosto, è di +25,1 °C.
| Morigerati         | Mesi | Mesi | Mesi | Mesi | Mesi | Mesi | Mesi | Mesi | Mesi | Mesi | Mesi | Mesi | Stagioni | Stagioni | Stagioni | Stagioni | Anno |
| Morigerati         | Gen  | Feb  | Mar  | Apr  | Mag  | Giu  | Lug  | Ago  | Set  | Ott  | Nov  | Dic  | Inv      | Pri      | Est      | Aut      | Anno |
| ------------------ | ---- | ---- | ---- | ---- | ---- | ---- | ---- | ---- | ---- | ---- | ---- | ---- | -------- | -------- | -------- | -------- | ---- |
| T. max. media (°C) | 11,0 | 11,9 | 14,9 | 18,2 | 22,6 | 26,8 | 30,1 | 30,6 | 27,0 | 21,8 | 16,1 | 12,6 | 11,8     | 18,6     | 29,2     | 21,6     | 20,3 |
| T. min. media (°C) | 4,9  | 5,0  | 7,1  | 9,7  | 13,2 | 16,9 | 19,3 | 19,7 | 17,1 | 13,4 | 9,6  | 6,9  | 5,6      | 10,0     | 18,6     | 13,4     | 11,9 |

## Origini del nome
Il nome Morigerati deriverebbe o dalla parola greca muriké (ginestra) o da murgia, toponimo indicante un'altura o una sporgenza.

## Storia
Secondo la leggenda, Morigerati fu fondata dal popolo italico dei Morgeti; l'abitato sarebbe situato nello stesso luogo in cui si trovava il villaggio fortificato dai Morgeti. In seguito fu colonizzato dai Romani, come testimoniano i ruderi che si trovano in località Rumanuru.
Dal 1811 al 1860 ha fatto parte del circondario di Sanza, appartenente al distretto di Sala del regno delle Due Sicilie.
Dal 1860 al 1927, durante il regno d'Italia ha fatto parte del mandamento di Sanza, appartenente al circondario di Sala Consilina.

## Monumenti e luoghi d'interesse
- Palazzo baronale
- Chiesa di San Demetrio
- Chiesa SS. Annunziata (Sicilì)
- Oasi WWF Grotte del Bussento

## Società

### Evoluzione demografica
Abitanti censiti

### Etnie e minoranze straniere
Al 31 dicembre 2007 a Morigerati risultavano residenti 9 cittadini stranieri.

### Religione
La maggioranza della popolazione è di religione cristiana appartenenti principalmente alla Chiesa cattolica; il comune appartiene alla diocesi di Teggiano-Policastro.

## Cultura

### Museo etnografico della cultura contadina

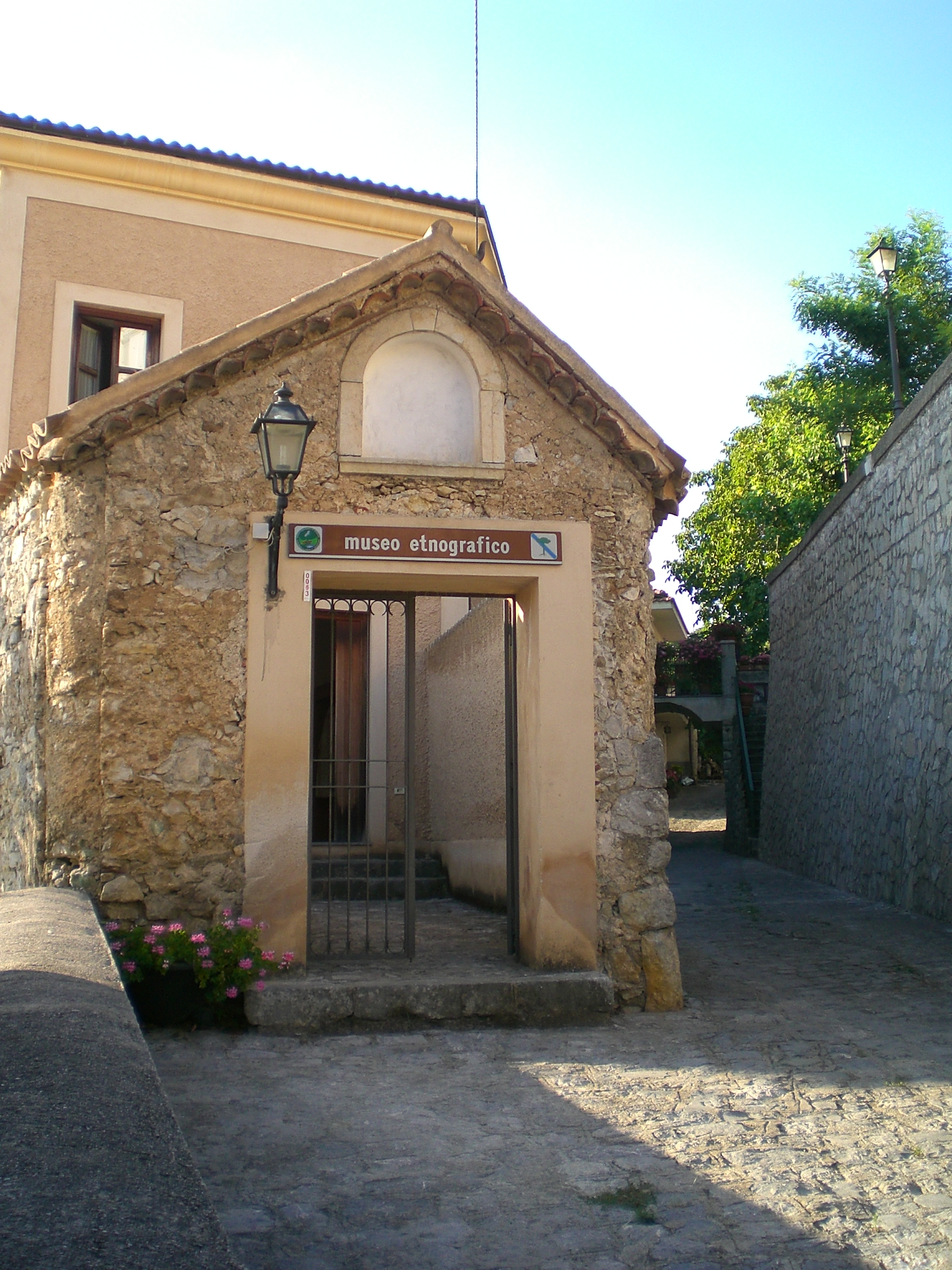
Il museo etnografico.

Istituito nel 1976 e precedentemente denominato museo agro-silvo-pastorale di Morigerati, ospita collezioni etnografiche raccolte negli anni sessanta e settanta del novecento da Clorinda e Modestina Florenzano. Dal 1994 è un museo comunale riconosciuto di interesse regionale dalla regione Campania nel 2008. Raccoglie oltre 1000 oggetti disposti in dieci ambienti dell'antico convento di Sant'Anna nel centro storico del paese. Gli oggetti sono suddivisi in differenti categorie: la cantina, gli oggetti in terracotta, l'agricoltura e pastorizia, la grande macchina utensile per la cardatura della lana, i manufatti tessili, utensili e attrezzi per la lavorazione e tessitura delle fibre tessili, la cereria, utensili e manufatti del fabbro ferraio-lattoniere, le fonti d'illuminazione, il boscaiuolo, il ciabattino, utensili e manufatti del falegname, paramenti sacri e libri delle messe. Il museo dispone, inoltre, di una sala destinata alle esposizioni fotografiche e per la fruizione dei materiali audiovisivi d'archivio.

### Cinema
Morigerati fa da ambientazione e da set per il film del 2023 In fila per due.

## Geografia antropica

### Frazioni
In base allo statuto comunale di Morigerati, l'unica frazione è:
- Sicilì, 384 abitanti, 205 m s.l.m.

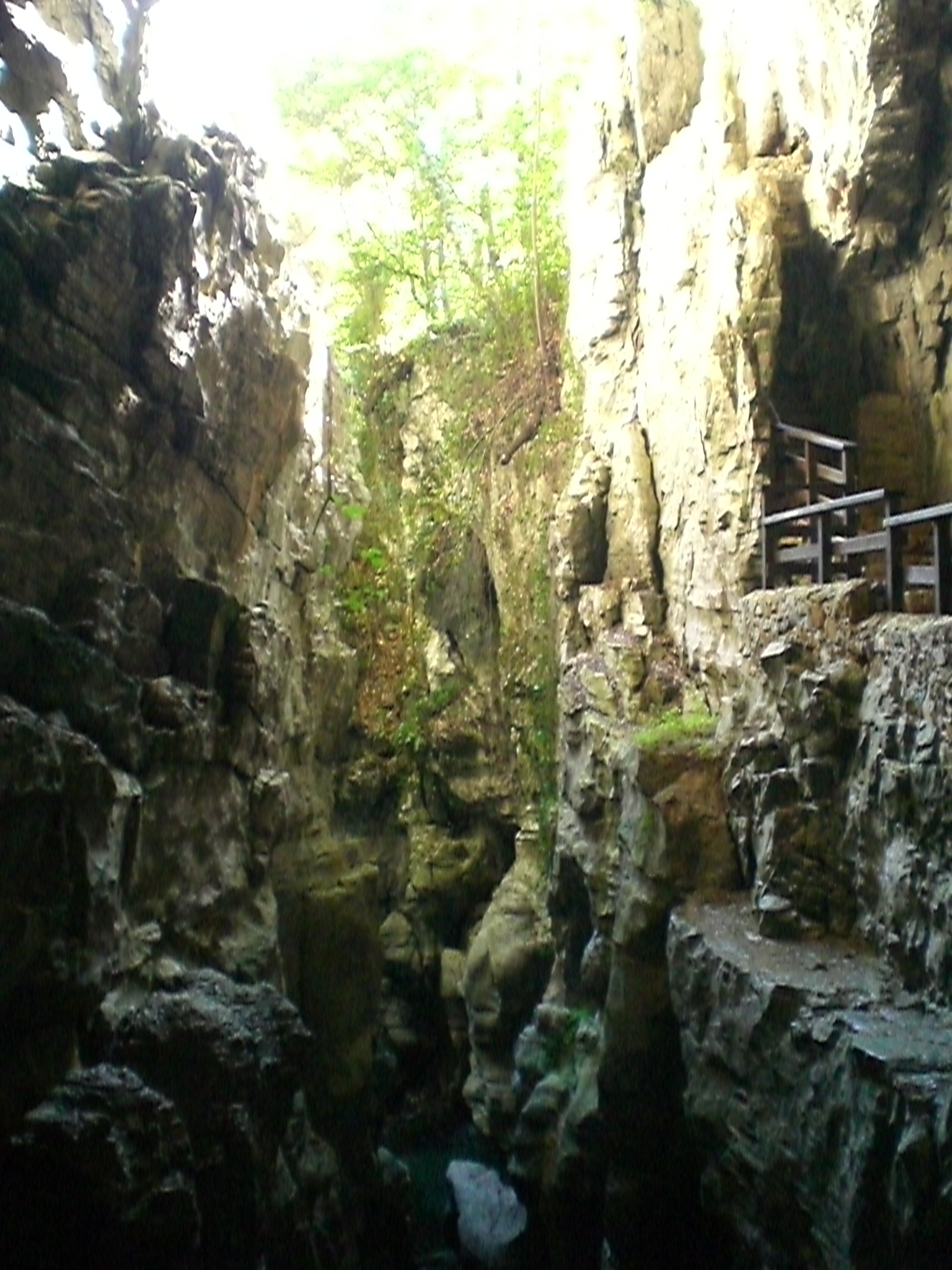
La grotta del Bussento.

## Economia
Morigerati è anche conosciuto per il suo olio extra vergine di oliva. Il suo particolare microclima consente ottime produzioni olivicole di varie cultivar (cv rotondella soprattutto a Morigerati, cv pisciottana, cv frantoio, cv leccino soprattutto alla frazione Sicilì) che sono trasformate nell’unico frantoio sul territorio comunale. È sede anche della più antica associazione di assaggiatori Campana Oleum che qui svolge le sue attività professionali. È centro di riferimento dell’olivivoltura del territorio. Il paese ha ottenuto inoltre il riconoscimento Bandiera Arancione del Touring Club Italiano.

## Infrastrutture e trasporti

### Strade
- Strada statale 517 Bussentina.
- Strada statale 517 var Bussentina: Uscite Sicilì-Morigerati e Torre Orsaia.
- Strada provinciale 16 Innesto Statale Bussentina-Caselle in Pittari-Casaletto Spartano-Torraca-Sapri.
- Strada provinciale 54/a Innesto SP 16-Morigerati-Rio Casaletto.
- Strada provinciale 210 Sicilì-Cuppari.

## Amministrazione

### Sindaci
| Periodo        | Periodo           | Primo cittadino  | Partito                              | Carica                    | Note |
| -------------- | ----------------- | ---------------- | ------------------------------------ | ------------------------- | ---- |
| 12 giugno 1994 | 24 maggio 1998    | Guido Florenzano | lista civica                         | Sindaco                   |      |
| 24 maggio 1998 | 26 maggio 2002    | Guido Florenzano | centro-sinistra                      | Sindaco                   |      |
| 27 maggio 2002 | 1º settembre 2003 | Cono D'Elia      | lista civica                         | Sindaco                   |      |
| 6 ottobre 2003 | 12 giugno 2004    | Pietro Donniacuo | -                                    | Commissario straordinario |      |
| 13 giugno 2004 | 7 giugno 2009     | Cono D'Elia      | lista civica Insieme                 | Sindaco                   |      |
| 7 giugno 2009  | 26 maggio 2014    | Cono D'Elia      | lista civica Armonia e operosità     | Sindaco                   |      |
| 26 maggio 2014 | 27 maggio 2019    | Cono D'Elia      | lista civica Inizio del futuro 2014  | Sindaco                   |      |
| 27 maggio 2019 | in carica         | Vincenzina Prota | lista civica Insieme nel futuro 2019 | Sindaca                   |      |

### Altre informazioni amministrative
Il comune fa parte della Comunità montana Bussento - Lambro e Mingardo
Le competenze in materia di difesa del suolo sono delegate dalla Campania all'Autorità di bacino regionale Sinistra Sele.

## Sport

### Impianti sportivi
- Campo di calcio, loc. Filiture[15]
- Campo di calcio, fraz. Sicilì